# 彭佐熙
彭佐熙（1901年—1986年1月12日），廣東省羅定縣人。

## 生平
歷任排、連、營、團、旅、師長，先後參加徐州會戰、衡陽保衛戰、崑崙關戰役與遠征印緬，1948年9月22日晉升少將，1949年任二十六軍副軍長，12月10日任第八兵團中將副司令兼二十六軍軍長。1950年1月滇南戰役失利後撤至越南，1953年至台灣。1951年任台灣中部防守區副司令。1955年任戰略設計委員會委員，1964年退役，任台糖公司顧問。

### 書籍
- 雲南文史資料選輯卷13第6頁
- 彭佐熙將軍紀念冊